# Máquina de fiar hidráulica

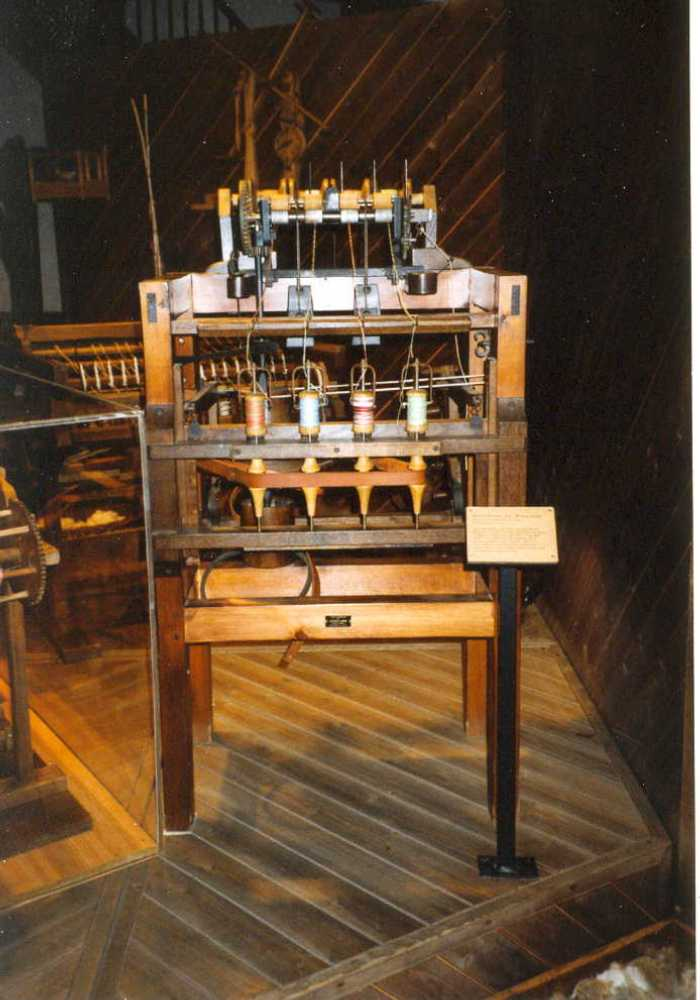
Maquete de uma Water Frame no Museu da Primeira Industrialização em Wuppertal.

A Water Frame é uma máquina de fiar movida por uma roda d'água . Em geral, estruturas hidráulicas existem desde os tempos do Egito Antigo.
Richard Arkwright patenteou a Water Frame em 1769. Sua ideia veio da máquina de fiar criada em 1764 por James Hargreaves, a Spinning Jenny. O problema da Spinning Jenny era produzir fios grossos e pouco resistentes, por isso, Arkwright desenvolveu uma máquina que seria a evolução da Spinning Jenny: a Water Frame.
Há fontes que apontam que a Spinning Jenny foi construída para Thomas Highs pelo relojoeiro John Kay, sendo que este foi contratado por Arkwright para a construção da Water Frame.
Funcionando com energia hidráulica, a Water Frame de Arkwright foi um método mais fácil e mais rápido do que nunca antes visto. Ela também produziu um fio mais forte e mais resistente do que o produzido pela então famosa Spinning Jenny.
Outra estrutura movida a água para a produção de têxteis foi desenvolvida em 1760, na antiga cidade industrializada de Elberfeld, Prússia (atual Wuppertal, Alemanha), pelo proprietário alemão da fábrica de alvejamento, Johann Heinrich Bockmühl.
O nome Water Frame é derivado do uso de uma roda d'água para movimentar vários quadros de fiação. A roda d'água fornecia mais potência à máquina do que os operadores humanos, reduzindo a quantidade de trabalho humano necessária e aumentando drasticamente a produtividade de fios. Porém, ao contrário da Spinning Jenny, a Water Frame podia fiar apenas um fio de cada vez, até que Samuel Compton combinou as duas invenções em sua Spinning Mule, criada em 1779, que foi mais eficaz e produtiva.
A Water Frame foi originalmente movida por cavalos em uma fábrica construída por Arkwright e parceiros em Nottingham. Em 1771, Arkwright e seus parceiros instalaram uma fábrica de grandes dimensões contando com um moinho movido a água em Cromford, Derbyshire. Este complexo fabril permitiu a fabricação massiva de algodão e foi uma das precursoras da Revolução Industrial na Grã-Bretanha, sendo considerado o berço do sistema fabril moderno.

## Cromford
Em 1771, Arkwright fundou uma fábrica têxtil em Cromford, Derbyshire, onde instalou a Water Frame, criando uma das primeiras fábricas movidas à água e que foi construída especificamente para abrigar maquinários em vez de apenas reunir os trabalhadores. Foi uma das primeiras ocasiões em que a jornada de trabalho foi estabelecida por horários e em que as pessoas estavam empregadas, em vez de apenas contratadas. Em sua forma final, combinada com sua cardadora, foi a primeira fábrica a utilizar um processo contínuo da matéria-prima ao produto acabado em uma série de operações.
Arkwright desempenhou um papel significativo no desenvolvimento do sistema fabril ao combinar a energia hídrica, a Water Frame e a produção contínua com práticas de emprego modernas. Com isso, a invenção da Water Frame desempenhou um papel fundamental no desenvolvimento da Revolução Industrial.